# Тернівський район (Уманська округа)
Терні́вський райо́н — колишній район Гайсинської (1923—1925), Уманської (1925—1930) округ.

## Історія
Утворений 7 березня 1923 як складова частина Гайсинської округи з центром у Тернівці.
3 червня 1925 Гайсинську округу було ліквідовано через економічну слабкість і поганий зв'язок периферії округи з окружним центром, а Тернівський район включено до Уманської округи.
Ліквідований 15 вересня 1930 з віднесенням території до складу Джулинського району.